# Rocquigny (Aisne)
Rocquigny és un municipi francès situat al departament de l'Aisne i a la regió dels Alts de França. L'any 2019 tenia 357 habitants. Es troba a l'aiguabarreig de La Chaudière amb el Helpe. El primer esment escrit Rocheni data del 1144.

## Demografia
El 2007 tenia 392 habitants. El 2007 hi havia 160 habitatges, 151 eren habitatges principals, dues segones residències i set estaven desocupats.

## Economia
El 2007 la població en edat de treballar era de 260 persones, 177 eren actives i 83 eren inactives.
Dels 8 establiments que hi havia el 2007 hi havia vuit establiments, principalment de serveis de proximitat. El 2000 hi havia 29 explotacions agrícoles que conreaven un total de 1.008 hectàrees.